# Steven Gätjen
Steven Gätjen (né le 25 septembre 1972 à Phoenix (Arizona)) est un animateur de télévision germano-américain.

## Biographie
Steven Gätjen grandit en Amérique, où son père d'origine allemande travaille. À trois ans, il arrive en Allemagne. Il obtient l'abitur en 1992 puis fait un service civil de deux ans avant de faire un stage à OK Radio. Par ailleurs, il fréquente l'université de Californie à Los Angeles.
Steven Gätjen est animateur depuis 1999. Il travaille pour ProSieben de 1999 à 2015. En 2011, il succède à Matthias Opdenhövel dans les émissions événementiels de TV total : TV total Stock Car Crash Challenge, TV total Turmspringen, Wok-WM, le championnat d'autoball. En 2015, il reprend Schlag den Raab.
Le 15 mai 2015, on annonce le transfert de Gätjen vers la ZDF pour animer la première partie de soirée.
Il est le frère de l'acteur Andy Gätjen.

## Source de la traduction
- (de) Cet article est partiellement ou en totalité issu de l’article de Wikipédia en allemand intitulé « Steven Gätjen » (voir la liste des auteurs).